# 岩石行星發現者

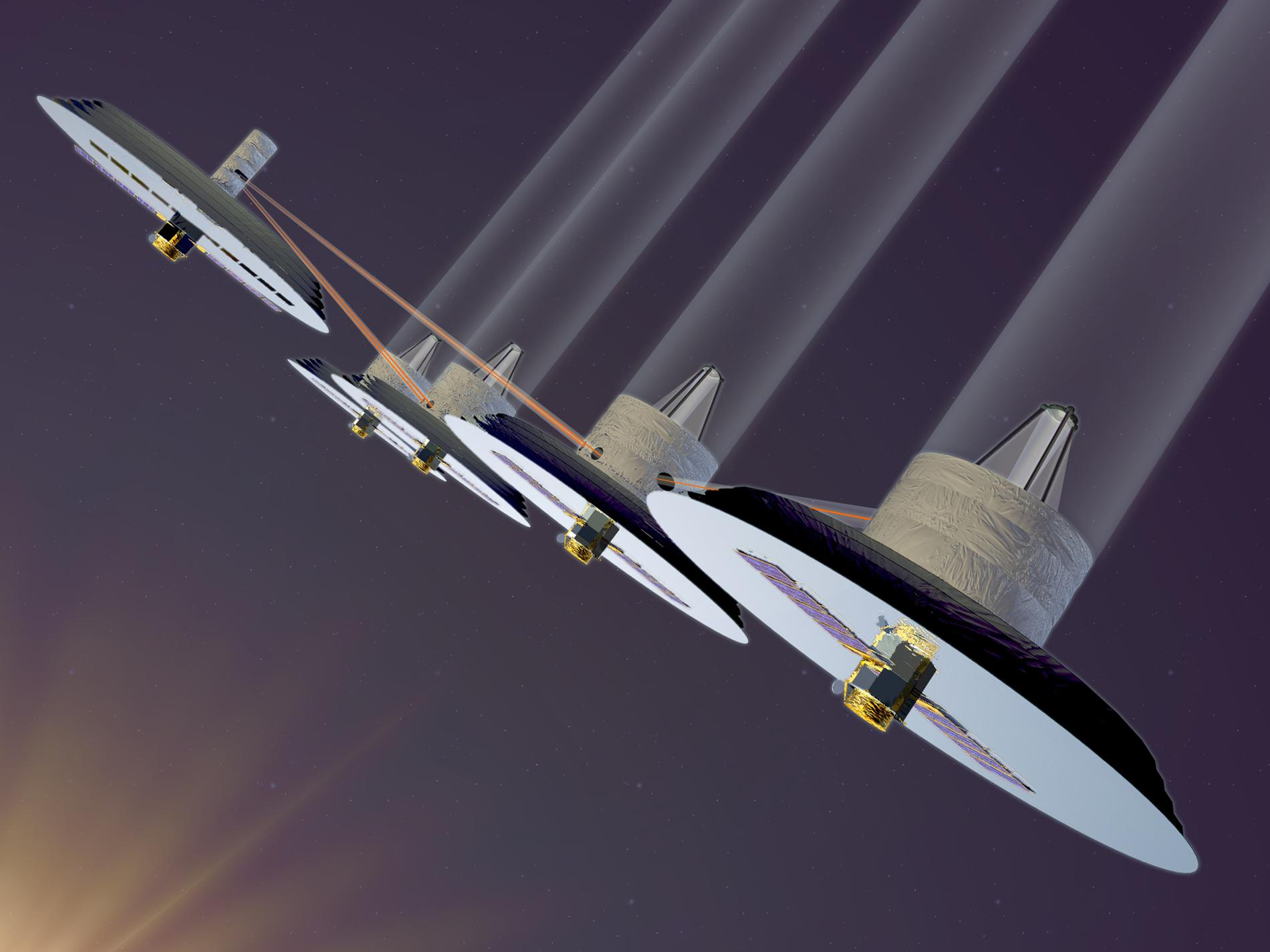
藝術家筆下的類地行星發現者，屬於紅外線干涉儀。

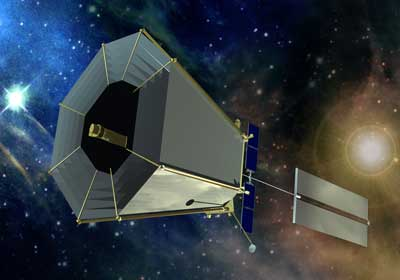
藝術家筆下的類地行星發現者日冕儀。

岩石行星發現者，或翻譯為類地行星搜尋者（Terrestrial Planet Finder，TPF），是一個由NASA提出的太空探測計畫。該計畫預計建立一個太空望遠鏡系統以搜尋太陽系外行星中的岩石行星。該計畫被推遲數次，最後遭到取消。該計畫預計使用兩組太空望遠鏡系統，分別是數個小望遠鏡組成的 TPF-I 和另一個使用單一大望遠鏡的 TPF-C。

## 發展歷史

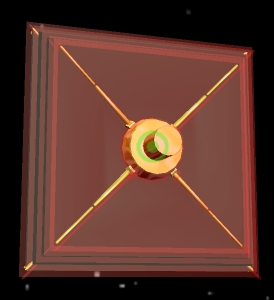
類地行星發現者干涉儀的光收集器。

2002年5月，NASA選擇了兩個類地行星發現者的概念架構進行更進一步的研究和技術開發。這兩個架構概念不同，但目標都是將行星的母恆星光芒遮蓋，以尋找比目前能搜尋到的體積更小、更暗的系外行星。這樣的技術挑戰就像在遠處的探照燈光束中尋找一隻螢火蟲。該任務的另一個目標可能包含了探測新發現行星的大氣層與表面特徵，並尋找生命存在的化學特徵。2004年5月這兩個架構都獲得批准。2007年1月31日美國眾議院第20號決議通過該案，但同年2月14日美國參議院將該案無限期推遲。
這兩個架構分別是：
- 紅外線天文干涉儀（TPF-I）：是多個小型望遠鏡固定在一個結構上或分散在不同的太空探測器上並在太空中以特定形狀排列，模擬一個大口徑的望遠鏡以大幅增加觀測能力。這個干涉儀預期將使用化零干涉（Nulling interferometry）將星光的光度縮減為原始的百萬分之一，這樣就可以偵測來自行星的極暗淡紅外線輻射。
- 可見光日冕儀（TPF-C）：這是一個鏡面面積是哈伯太空望遠鏡的3到4倍，解析度至少超過100倍的大型光學望遠鏡。該望遠鏡將接收星光和來自反射恆星星光的極暗淡行星光芒。該望遠鏡將使用特殊的光學設備將恆星光的光度縮減為原始的十億分之一，使天文學家可以偵測到來自行星的暗淡光芒。

NASA 和喷气推进实验室曾經徵求以上兩種望遠鏡架構的技術開發與示範，以及應用在尋找行星相關科學研究的建議書。TPF-C的發射時間原定大約是2014年，而TPF-I原定可能2020年發射。
根據NASA在2006年2月6日公布的2007年預算文件，類地行星發現者計畫遭到推遲。同年6月2日美國眾議院小組委員會投票通過提供資金給類地行星發現者和探測可能有外星生命存在的木衛二的長期計畫。但直到2008年6月都沒有落實對計畫提供資金，因此一直沒有確定發射時間。2011年6月時類地行星發現者和太空干涉測量任務在NASA的報告中已經是被取消的狀態。

## 前十目標恆星
| 排名 | 目標恆星 | 星座     | 距離 （光年） | 光譜類型 |
| ---- | -------- | -------- | ------------- | -------- |
| 1    | 南門二A  | 半人馬座 | 4.3           | G2V      |
| 2    | 南門二B  | 半人馬座 | 4.3           | K1V      |
| 3    | 天倉五   | 鯨魚座   | 12            | G8V      |
| 4    | 王良三   | 仙后座   | 19            | G3V      |
| 5    | 蛇尾一   | 水蛇座   | 24            | G2IV     |
| 6    | 孔雀六   | 孔雀座   | 20            | G8V      |
| 7    | 參旗六   | 獵戶座   | 26            | F6V      |
| 8    | 厕三     | 天兔座   | 29            | F7V      |
| 9    | 天苑四   | 波江座   | 10            | K2V      |
| 10   | 波江座40 | 波江座   | 16            | K1V      |

## 外部連結
- NASA PlanetQuest: Terrestrial Planet Finder
- Terrestrial Planet Finder （页面存档备份，存于） by NASA Science Missions （页面存档备份，存于）
- Canceling NASA's Terrestrial Planet Finder: The White House's Increasingly Nearsighted "Vision" For Space Exploration
- Congressional Inaction Leaves Science Still Devastated. Planetary Society (2006-11-26).
- Current status of TPF development work (March 2007)
- Interferometric Nulling at TNO （页面存档备份，存于）